# 9420 Dewar
För andra betydelser, se Dewar.
9420 Dewar eller 1995 XP4 är en asteroid i huvudbältet som upptäcktes den 14 december 1995 av Spacewatch vid Kitt Peak-observatoriet. Den är uppkallad efter den skotske kemisten och fysikern James Dewar.
Asteroiden har en diameter på ungefär 3 kilometer och den tillhör asteroidgruppen Levin.